# Artejo (artrópodos)

Artejos de la pata de una araña:
1. Coxa. 2. Trocánter. 3. Fémur. 4. Patela. 5. Tibia. 6. Metatarso. 7. Tarso. 8. Pretarso (uñas).

En zoología se denomina artejo a cada una de las partes en que se dividen los apéndices —patas, antenas, palpos, etc.— de los artrópodos.
Como sinónimo culto también se usa la voz artículo.
Ambas voces se usan también en botánica.

## Etimología
La palabra artejo deriva del latín articŭlus, 'articulación', 'juntura de los huesos' (o de los miembros) (y 'los mismos membros'), 'nudo' (de los dedos o de las plantas), 'parte', 'división. 

## Anatomía
Los artrópodos se caracterizan por su simetría bilateral, por la metamerización, es decir, la división de su cuerpo en segmentos o metámeros, por sus apéndices articulados, y por su exoesqueleto. En la mayor parte de ellos los metámeros pueden diferir por su desarrollo, su estructura o su función, y también pueden ser distintos en las diversas regiones del cuerpo (cabeza, tórax y abdomen, algunas veces, como en los crustáceos y en los arácnidos, fusionadas las dos primeras formando un cefalotórax). En todos los metámeros que componen su cuerpo, excepto el acron (primer segmento de la cabeza) y el telson o pixidio, poseen típicamente un par de apéndices articulados con el cuerpo y constituidos por una sucesión de partes, los artejos o artículos, articulados entre sí, que es precisamente la característica a la que deben su nombre. Estos apéndices, fundamentalmente semejantes entre sí, fueron destinados en principio para la locomoción, pero en el curso de la evolución, por un lado, desaparecieron algunos, y por otro, se diversificaron en relación con las distintas funciones que debían desarrollar. Los apéndices se articulan en el segmento comprendido entre el tergito y el esternito, y ocupan una posición lateral si estos están igualmente desarrollados, pero se desplazan ventralmente si el esternito se reduce.
Cada apéndice está constituido normalmente por un número determinado de segmentos, los artejos o artículos, articulados entre sí y móviles con relación al segmento precedente mediante músculos propios. Además, los artículos de los apéndices se pueden agrupar en secciones fundamentales, que probablemente representan la huella de una subdivisión primaria del apéndice primitivo de los artrópodos, a la que se sobrepone, en el curso de la evolución, una subdivisión secundaria correspondiente a los segmentos actuales. Inicialmente, el apéndice debió estar constituido por una pieza basal, el coxito, y por otra distal, el telopodio o telopodito, que muy pronto se subdividiría en dos secciones: femoral y tibial. Finalmente, cada una de estas tres secciones alcanzaría la actual estructura en segmentos o artejos:
- coxito: precoxa, coxa y base;
- región femoral: preisquio, isquio y mero;
- región tibial: carpo, propodio y dáctilo.

Dado que los segmentos correspondientes en los diversos grupos de artrópodos fueron designados con diferentes nombres, y que tales denominaciones se conservaron a pesar de que se demostró su equivalencia, basándose en investigaciones de filogenia da las distintas clases de artrópodos y en estudios morfológicos comparados, a continuación se incluye un cuadro comparativo de las homologías establecidas hasta ahora. Sin embargo, algunas de ellas son inciertas y no están aceptadas completamente.
| Secciones                    | Artejos típicos        | Merostomados                    | Arácnidos                                 | Crustáceos                             | Diplópodos / Quilópodos          | Insectos                 |
| ---------------------------- | ---------------------- | ------------------------------- | ----------------------------------------- | -------------------------------------- | -------------------------------- | ------------------------ |
| coxito                       | precoxa — coxa base    | — — coxa                        | — coxa                                    | (precoxopodio) coxopodio basipodio     | — — coxa                         | (subcoxa) trocantin coxa |
| telopodito (sección femoral) | preisquio isquio mero  | — prefémur fémur                | — trocánter fémur                         | (preisquiopodio) isquiopodio meropodio | (trocánter I) trocánter II fémur | — trocánter fémur        |
| telopodito (sección tibial)  | carpo propodio dáctilo | (rótula) + tibia tarso postarso | rótula / tibia basitarso tarso / pretarso | carpopodio porotopodio dactilopodio    | tibia tarso pretarso             | tibia tarso pretarso     |